# All American Alien Boy
| Recensione              | Giudizio |
| ----------------------- | -------- |
| AllMusic                | [ 1 ]    |
| Robert Christgau        | B-       |
| Dizionario del Pop-Rock | [ 3 ]    |
| 24.000 dischi           | [ 4 ]    |

All American Alien Boy è il secondo album in studio di Ian Hunter. A causa di problemi di gestione, Mick Ronson non appare in questo album.
Nel 2006, in occasione del 30º anniversario dall'uscita, l'album è stato ristampato inserendo del materiale aggiuntivo.

## Tracce

### LP
Lato A (S 81310 A)
Testi e musiche di Ian Hunter.
1. Letter to Brittania from the Union Jack – 3:44
2. All American Alien Boy – 7:07
3. Irene Wilde – 3:42
4. Restless Youth – 5:50

Lato B (S 81310 B)
Testi e musiche di Ian Hunter.
1. Rape – 4:19
2. You Nearly Did Me In – 5:43
3. Apathy 83 – 4:41
4. God (Take I) – 5:40

### CD
Edizione CD (30th Anniversary Edition) del 2006, pubblicato dalla Columbia Records (82876 769432)
Testi e musiche di Ian Hunter.
1. Letter to Brittania from the Union Jack – 3:48
2. All American Alien Boy – 7:07
3. Irene Wilde – 3:42
4. Restless Youth – 5:50
5. Rape – 4:19
6. You Nearly Did Me In – 5:43
7. Apathy 83 – 4:41
8. God (Take 1) – 5:40
9. To Rule Brittania from Union Jack – 4:07 – Traccia bonus - Session Outtake
10. All American Alien Boy – 4:01 – Traccia bonus - Early Single Version
11. Irene Wilde – 3:51 – Traccia bonus - Session Outtake
12. Weary Anger – 5:44 – Traccia bonus - Session Outtake
13. Apathy – 4:40 – Traccia bonus - Session Outtake
14. (God) Advice to a Friend – 5:46 – Traccia bonus - Session Outtake

## Musicisti
Letter to Brittania from the Union Jack
- Ian Hunter - voce solista
- Chris Stainton - fender rhodes, mellotron
- Cornell Dupree - chitarra
- Jaco Pastorius - basso
- Aynsley Dunbar - batteria
- Ann E. Sutton, Gail Kantor e Erin Dickins - armonie vocali

All American Alien Boy
- Ian Hunter - voce solista, pianoforte
- Gerry Weems - chitarra
- David Sanborn - sassofono alto
- Dave Bargeron - trombone
- Lewis Soloff - tromba
- Arnie Lawrence - clarinetto
- Jaco Pastorius - basso
- Ann E. Sutton, Gail Kantor e Erin Dickins - armonie vocali

Irene Wilde
- Ian Hunter - voce solista
- Chris Stainton - pianoforte, organo
- Jaco Pastorius - basso
- Aynsley Dunbar - batteria
- Ann E. Sutton, Gail Kantor e Erin Dickins - armonie vocali

Restless Youth
- Ian Hunter - voce solista, chitarra ritmica
- Gerry Weems - chitarra solista
- Chris Stainton - basso
- Aynsley Dunbar - batteria
- Bob Segarini - armonie vocali (parte finale del brano)

Rape
- Ian Hunter - voce solista
- Chris Stainton - pianoforte, organo
- Jaco Pastorius - basso
- Aynsley Dunbar - batteria
- Ann E. Sutton - voce solista (parte iniziale del brano), armonie vocali
- Gail Kantor e Erin Dickins - armonie vocali

You Nearly Did Me In
- Ian Hunter - voce solista, chitarre
- Freddie Mercury - seconda voce
- Roger Taylor - seconda voce
- Brian May - seconda voce
- Chris Stainton - pianoforte
- David Sanborn - sassofono alto
- Jaco Pastorius - basso
- Aynsley Dunbar - batteria
- Ann E. Sutton, Gail Kantor e Erin Dickins - armonie vocali

Apathy 83
- Ian Hunter - voce solista, chitarre
- Dominic Cortese - accordion
- Jaco Pastorius - basso
- Aynsley Dunbar - batteria
- Don Alias - congas
- Bob Segarini, Ann E. Sutton, Gail Kantor e Erin Dickins - armonie vocali

God (Take 1)
- Ian Hunter - voce solista, chitarra ritmica
- Jaco Pastorius - basso, chitarra solista
- Chris Stainton - organo
- Aynsley Dunbar - batteria

Note aggiuntive
- Ian Hunter - produttore, arrangiamenti
- Registrazioni effettuate nelle prime tre settimane del mese di gennaio 1976 al Electric Lady Studios di New York City, New York (Stati Uniti)
- David Palmer - capo ingegnere delle registrazioni
- David Wittman - ingegnere delle registrazioni
- Mike Frondelli, Frank D'Augusta e Neal Teeman - assistenti ingegneri delle registrazioni
- Mastering effettuato al A&M Studios di Los Angeles, California
- Brooks Arthur - ingegnere mastering
- Bernie Grundman - ingegnere cutting
- Mixaggio effettuato al A&M Studios (Los Angeles) da David Palmer, Ian Hunter e Chris Stainton durante l'ultima settimana di gennaio del 1976
- Philip Hays - cover art copertina album originale
- David Gahr - fotografie[5]

## Classifica
Album
| Anno | Classifica            | Posizione raggiunta |
| ---- | --------------------- | ------------------- |
| 1976 | Official Albums Chart | 29                  |
| 1976 | Billboard 200         | 177                 |